# Kalanchoe schimperiana
Kalanchoe schimperiana ist eine Pflanzenart der Gattung Kalanchoe in der Familie der Dickblattgewächse (Crassulaceae).

## Beschreibung

### Vegetative Merkmale
Kalanchoe schimperiana ist eine ausdauernde Pflanze, die Wuchshöhen von 40 bis 100 Zentimeter erreicht. Ihre Triebe sind drüsig-flaumhaarig oder unten kahl und oben flaumhaarig. Die in der Regel drüsig-flaumhaarigen oder gelegentlich kahlen Laubblätter sind gestielt. Der Blattstiel ist 2 bis 3 Zentimeter lang. Die eiförmige bis fast kreisrunde Blattspreite ist 10 bis 11 Zentimeter lang und 8 bis 10 Zentimeter breit. Ihre Spitze ist stumpf, die Basis plötzlich in den Stiel zusammengezogen. Der Blattrand ist gekerbt bis gekerbt-gesägt.

### Generative Merkmale
Der wenigblütige, dicht drüsig-haarige, klebrige Blütenstand ist ebensträußig und bis zu 20 Zentimeter lang. Die aufrechten, mehr oder weniger dicht drüsig-flaumhaarigen Blüten stehen an 5 bis 20 Millimeter langen Blütenstielen. Ihre grüne Kelchröhre ist 1 bis 4 Millimeter lang. Die lanzettlichen, spitzen, zugespitzten Kelchzipfel sind 10 bis 40 Millimeter lang und 3 bis 6 Millimeter breit. Die weiße Blütenkrone ist häufig gelbgrün geadert. Die Kronröhre ist 50 bis 65 Millimeter lang. Ihre eiförmigen bis breit verkehrt eiförmigen Kronzipfel tragen ein spitz aufgesetztes Spitzchen und weisen eine Länge von 10 bis 30 Millimeter auf und sind 8 bis 15 Millimeter breit. Die Staubblätter sind oberhalb der Mitte der Kronröhre angeheftet und ragen nicht oder kaum aus der Blüte heraus. Die länglichen Staubbeutel sind 2 bis 3 Millimeter lang. Die linealisch-pfriemlichen, gegabelten Nektarschüppchen weisen eine Länge von 3,5 bis 7 Millimeter auf und sind etwa 1 Millimeter breit. Das länglich lanzettliche Fruchtblatt weist eine Länge von 18 bis 22 Millimeter auf. Der Griffel ist 32 bis 40 Millimeter lang.
Die Chromosomenzahl beträgt 2n = 34.

## Systematik und Verbreitung
Kalanchoe schimperiana ist in Äthiopien und im Osten von Tansania auf Felsen in Höhen von 900 bis 2100 Metern verbreitet.
Die Erstbeschreibung durch Achille Richard wurde 1847 veröffentlicht.

## Nachweise